# Manuel Messias de Gusmão Lira
Manuel Messias de Gusmão Lira (1847 — 1905) foi um político brasileiro.
Foi 1º vice-presidente da província de Alagoas, nomeado por carta imperial de 15 de junho de 1889, de 18 de junho a 1 de agosto de 1889.